# Église Saint-Julien de Vazerac
L'église Saint-Julien de Vazerac est une église située sur la commune de Vazerac en Tarn-et-Garonne, à proximité de l'itinéraire de la Via Podiensis et datée du XIIe siècle,.
Elle fait l'objet d'une inscription aux monuments historiques depuis le 7 septembre 1978.

## Historique
L'on ne connaît pas exactement la date de construction de l'église Saint-Julien, mais un premier édifice dépourvu de clocher aurait été érigé au XIIe siècle durant la période romane, entre 1106 et 1134, en surplomb d'anciens marécages de la Lupte. Sa construction a été décidée par les moines de l'Abbaye de Moissac rattachés à l'ordre de Cluny, à proximité de la Via Podiensis, un des chemins de pèlerinage de Saint-Jacques-de-Compostelle.
En 1264, l'église est rattachée à l'Archiprêtré de Nevèges qui appartient lui-même à l'évêché de Cahors, et sera baptisée Saint-Julien-l'Hospitalier avec la création d'une hospitalité pour les pèlerins.
À partir du XIVe siècle et jusqu'au XVIIe siècle, la région va être déchirée par de nombreuses guerres, en commençant par la guerre de Cent Ans opposant le royaume d'Angleterre au royaume de France, puis par les guerres de Religion entre catholiques et protestants. Le Quercy se situant à cette époque en frontière de différentes sphères d'influence, l'église sera plusieurs fois détruite puis reconstruite. C'est également à cette période que le village de Bazaraco (qui donnera plus tard Vazerac) se forme autour de l'église. Pour protéger la population du village naissant, il est décidé en 1430 d'adjoindre à l'église un clocher.
Lorsque les guerres de Religion s'estomperont dans la région au XVIIe siècle, il a été entrepris la plus notable reconstruction de l'église. C'est à cette époque que les murs originels du XIIe siècle ont été percés pour construire les chapelles, et qu'a été installé un bénitier à godrons, toujours présent aujourd'hui.
Depuis la Révolution et la confiscation des biens du clergé, l'église appartient à la commune de Vazerac. C'est en 1978 que cette dernière l'a faite inscrire à l'Inventaire supplémentaire des monuments historiques. Après avoir été inscrite, l'église a subi une rénovation complète, notamment de la toiture.
Elle fait aujourd'hui partie de l’ensemble paroissial de Lafrançaise, qui est rattaché au diocèse de Montauban.

## Architecture
L'église dont le premier édifice date du XIIe siècle, est de style roman, mais a très souvent été remaniée et reconstruite depuis le XVe siècle. Elle possède ainsi des ouvertures de plein cintre, typiques de l'art roman, mais aussi une entrée surmontée d'un fronton de style classique, ainsi que d'une rose. L'intérieur est également un témoin de ces différentes reconstructions avec ses croisées d'ogives de style gothique remplaçant les voûtes romanes originelles. Il est organisé autour d'une nef percée par des chapelles de chaque côté, et se termine par un chevet à cinq pans avec des vitraux.
Le clocher quant à lui est une tour rectangulaire à deux étages, dont on peut apercevoir depuis l'extérieur les restes de la partie supérieure de l'escalier à vis.

Édifice
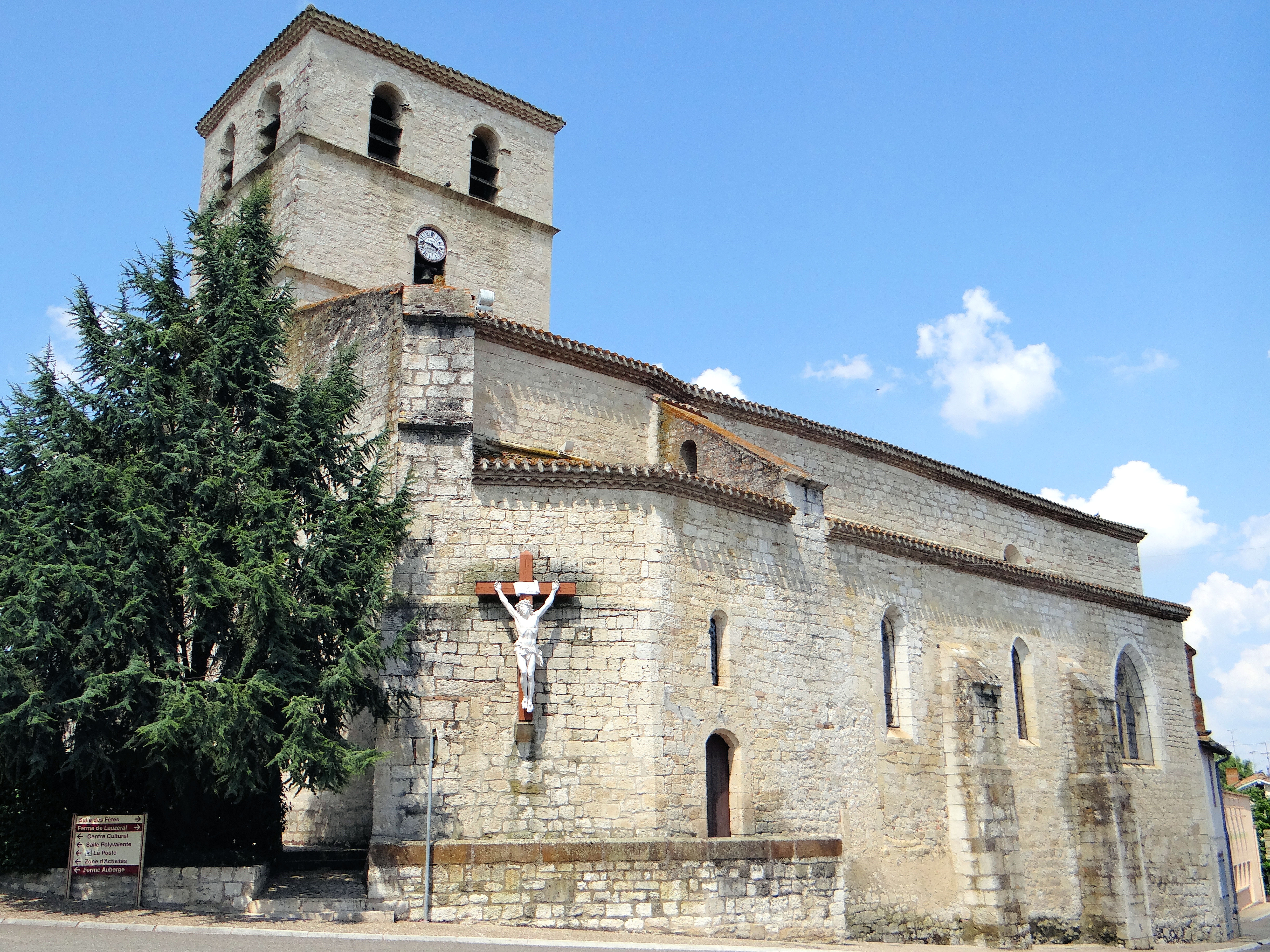
L'église et son clocher vue du centre du village
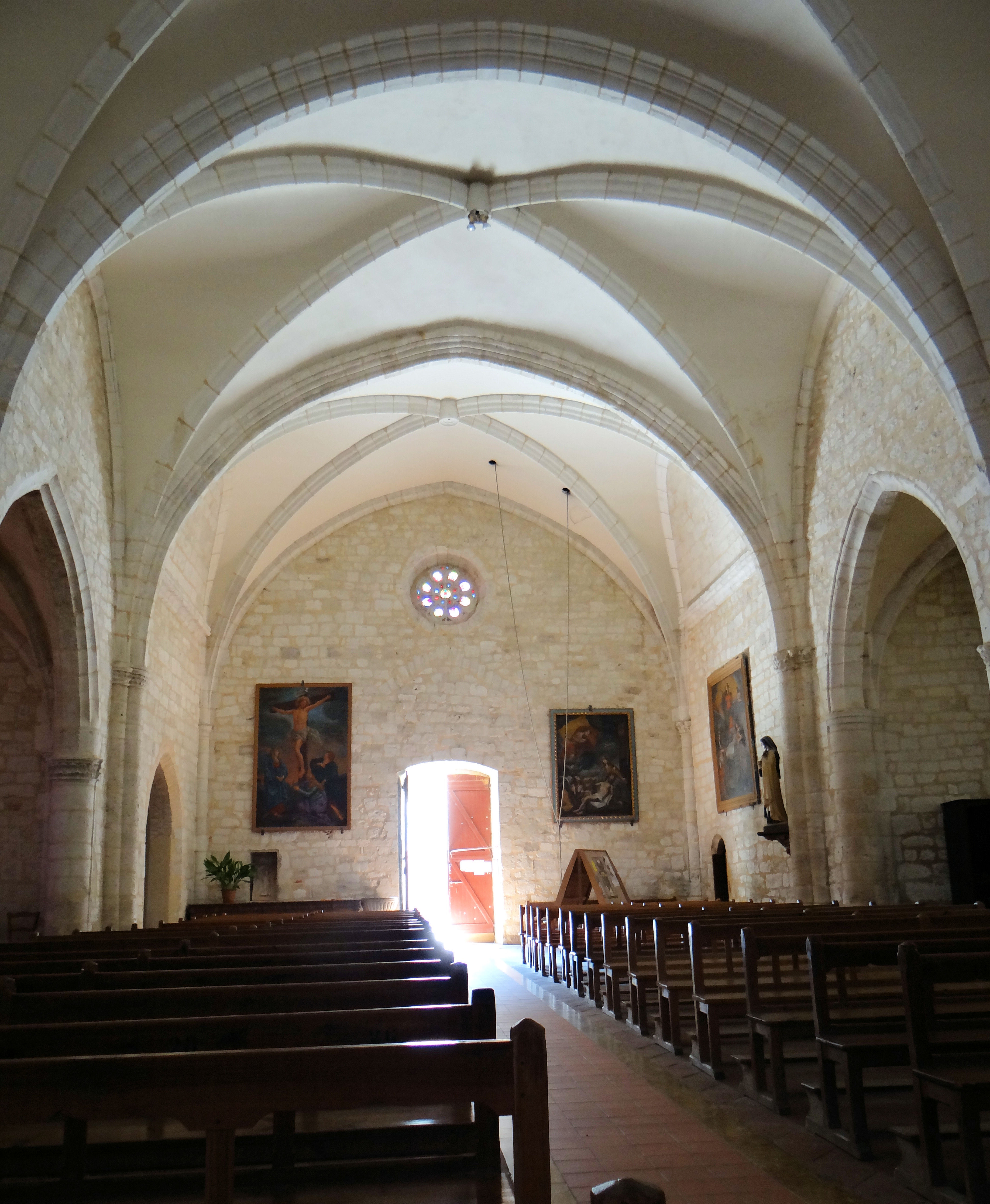
Intérieur de l'église, du côté de l'entrée
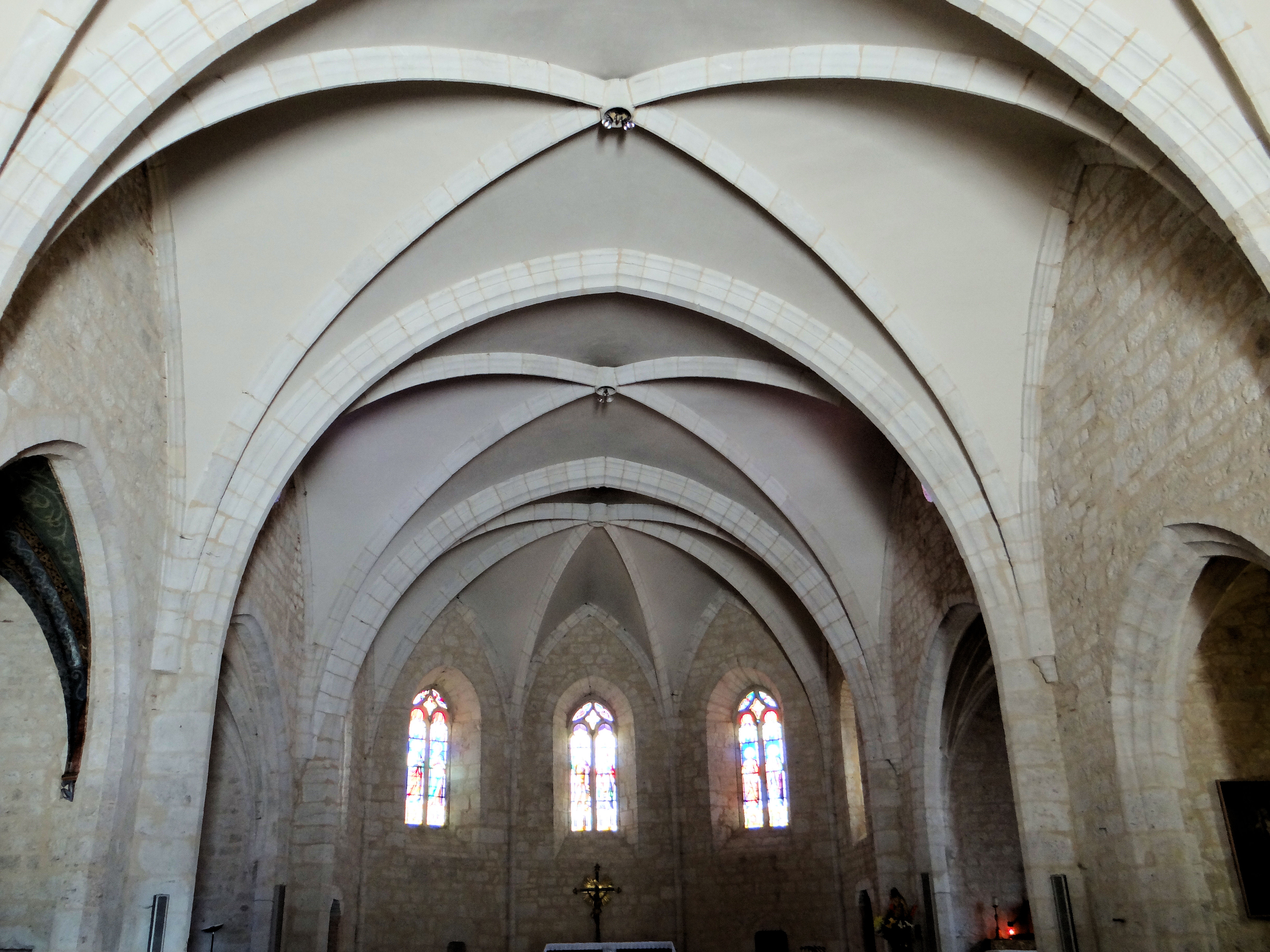
Chœur

Vitraux
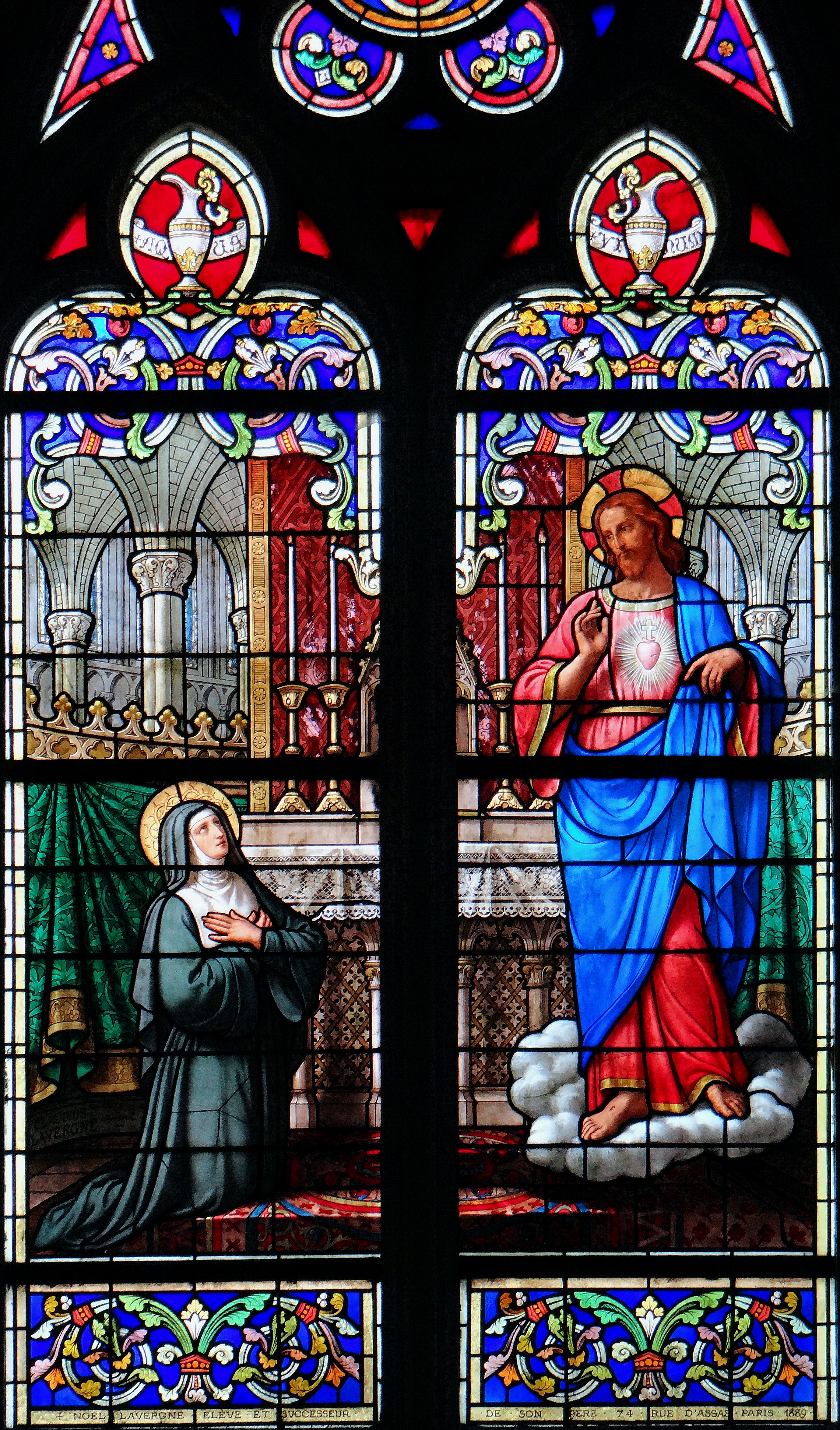
La révélation du Sacré-Cœur de Jésus à Marguerit-Marie Alacoque
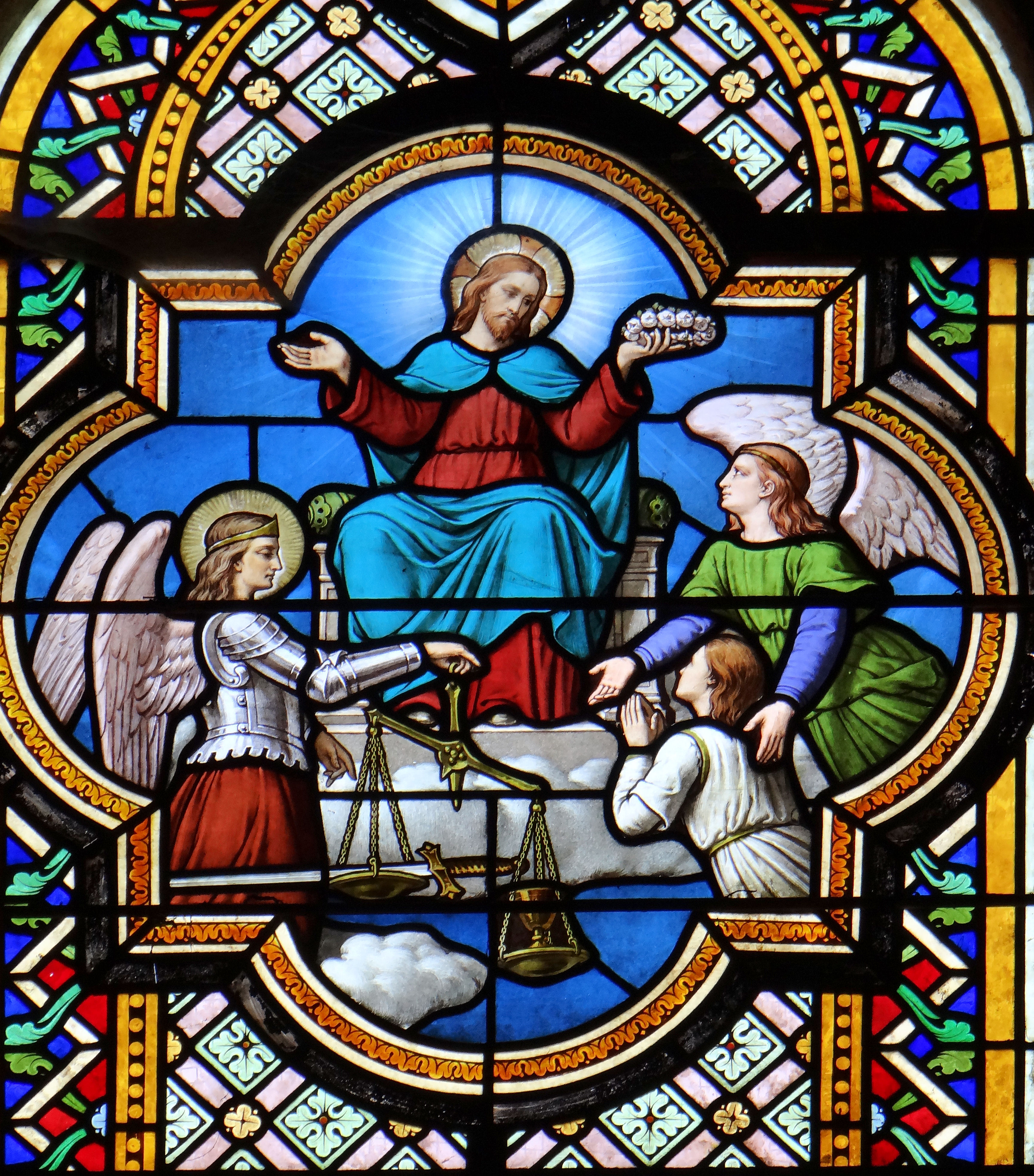
Le couronnement de gloire du martyr de saint Julien
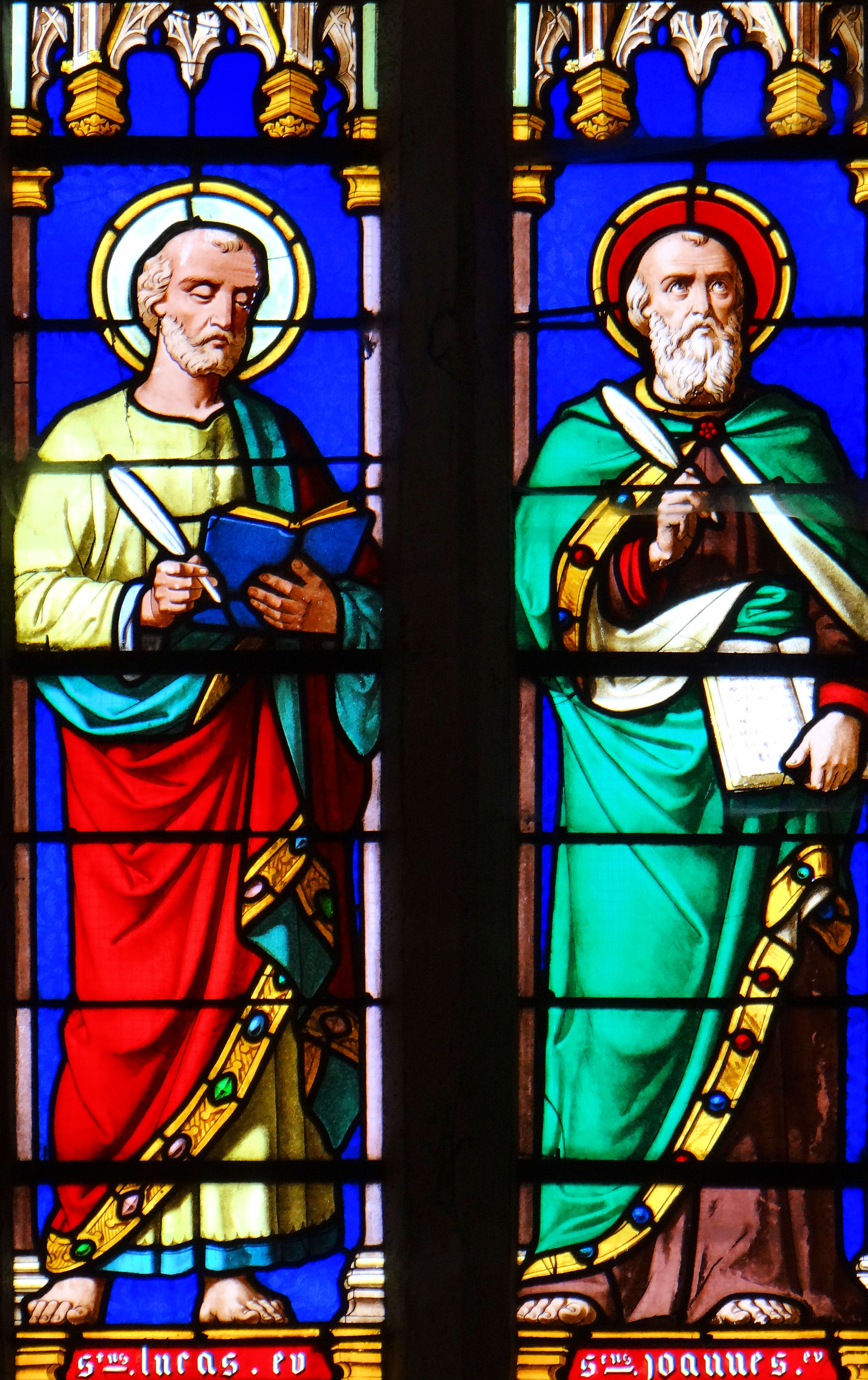
Saint Luc et saint Jean l'évangéliste